# Lorena Preta
Lorena Preta (Roma, ...) è una psicoanalista italiana.
Si laurea in Filosofia presso l'Università La Sapienza di Roma con una tesi fuori facoltà in Psichiatria dal titolo Il lavoro di gruppo all'interno delle istituzioni. Terminato il Training presso la Società Psicoanalitica Italiana (SPI), diventa Membro Associato della SPI e dell'International Psychoanalytical Association. Nel 1998 diventa Full Member.
Dal 1989 al 1994 è stata Consulente scientifico della Fondazione Sigma Tau e ideatrice e curatrice di Spoletoscienza (Incontri di scienza e cultura all'interno del Festival dei Due Mondi di Spoleto). Ha ideato e curato, dal 1992 al 1996, la collana Lezioni italiane presso la casa editrice Laterza. Dal 2001 al 2009 è Direttore di Psiche, rivista di cultura della SPI.

## Pubblicazioni

### Volumi
- La narrazione delle origini, Laterza, 1991
- Che cos'è la conoscenza (con M. Ceruti), Laterza, 1991
- Immagini e metafore della scienza, Laterza, 1992
- La passione del conoscere, Laterza, 1993
- Il caso e la libertà (con M. Ceruti, P. Fabbri, G. Giorello), Laterza, 1994
- In principio era la cura (con P. Donghi), Laterza, 1995
- Nuove geometrie della mente, Laterza, 1999
- La brutalità delle cose/ Trasformazioni psichiche della realtà, Mimesis 2015
- Geographies of Psychoanalysis/Encounters between cultures in Tehran, Mimesis International, 2015
- Cartografie dell'Inconscio. Un nuovo Atlante per la psicoanalisi, Mimesis 2017
- Dislocated subject, Mimesis International 2018
- Dislocazioni. Nuove forme del disagio psichico e sociale, Mimesis 2018
- Prendersi cura, Alpes, 2020

Still Life. Ai confini tra vivere e morire, Mimesis 2023

### Articoli
- Editoriale, Nuove identità, Psiche 1/2002, Il Saggiatore
- Editoriale, Figure della mente, Psiche 2/2002, Il Saggiatore
- Editoriale, Corpi e contro corpi, Psiche 1/2003, Il Saggiatore
- Editoriale, La scomparsa del purgatorio, Psiche 2/2003, Il Saggiatore
- Editoriale, Contaminazioni feconde, Psiche 1/2004, Il Saggiatore
- Editoriale, Zone di contatto, Psiche 2/2004, Il Saggiatore
- Editoriale, L'immaginario sociale, Psiche 1/2005, Il Saggiatore,
- Editoriale, I disagi delle civiltà, Psiche 2/2005, Il Saggiatore
- Editoriale, Deumanizzazione, Psiche 1/2006, Il Saggiatore
- Editoriale, Onnipotenza e limiti, Psiche 2/2006, Il Saggiatore
- Editoriale, Chi ha paura dell'inconscio?, Psiche 1/2007, Il Saggiatore
- Editoriale, Il dio protesi, Psiche 2/2007, Il Saggiatore
- Editoriale, Geografie della psicoanalisi, Psiche 1/2008, Il Saggiatore
- Editoriale, Mutazioni antropologiche, Psiche 2/2008, Il Saggiatore
- "Ai bordi dell'eternità", in Intendere la vita e la morte, FrancoAngeli, 2010
- La psicoanalisi tra bios e cultura, in "Rivista di psicoanalisi", 4/2008, Borla
- Resti del futuro, in ARCHITETTONICAmente, a cura di Marta Capuano, Ed. ETS, Pisa 2006
- Saperi contaminativi, in Pietro Barcellona raccontato dai suoi amici, a cura di Patrizia Ferri e Mario de Candia, Gamgemi Editore 2006
- I nuovi paradigmi scientifici: modelli operativi per la psicoanalisi, in Emozione e interpretazione. Psicoanalisi del campo emotivo, a cura di Eugenio Gaburri, Bollati Boringhieri 1997
- Sognare i pensieri, in L'ascolto poetico della conoscenza, a cura di L.M. Lorenzetti, Angeli 1996
- Un destino ricco di casualità, in Il caso e la libertà, a cura di M. Ceruti, P. Fabbri, G. Giorello, L. Preta, Laterza 1994
- Sfinge: il mito della conoscenza in psicoanalisi, in Psicoanalisi futura, a cura G. Di Chiara e C. Neri, Borla 1993
- "Ai bordi dell'eternità", in Intendere la vita e la morte, FrancoAngeli, 2010
- Fare artistico, fare analitico, Atque N.2, Moretti e Vitali 1992
- Forme estetiche della Psiche. Le materie per pensare, in La dimensione estetica nella clinica (a cura di G. Rugi), Alpes 2017
- Fuori dal tempo, in  Vivere Sopravvivere ( a cura di A. Lombardozzi), Alpes 2018
- L'incompiuto:André Green e l'emozione estetica, in La passione del negativo ( a cura di A. Baldassarro), Franco Angeli 2018